# Edward Stanislawowitsch Radsinski

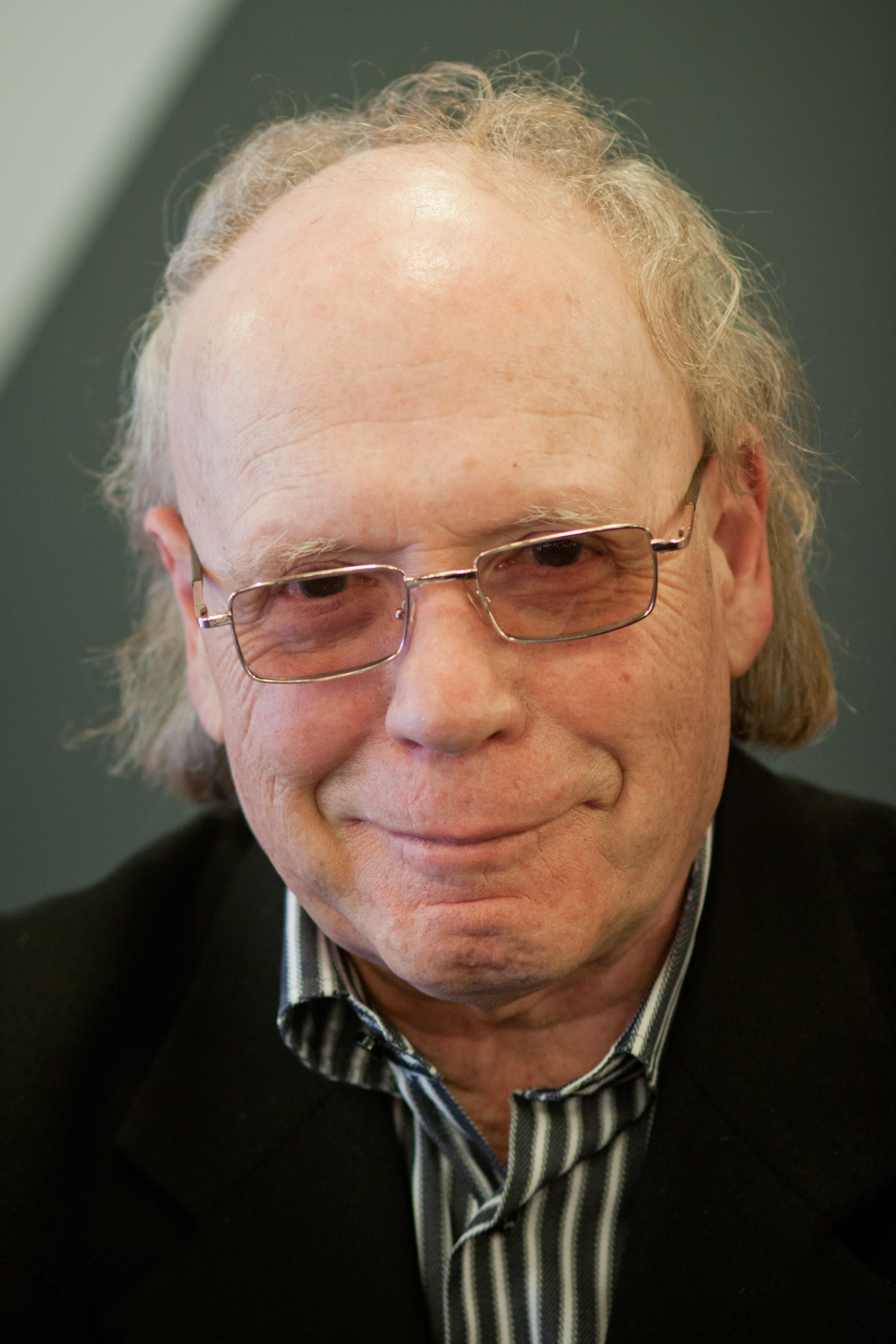
Edward Radsinski (2013)

Edward Stanislawowitsch Radsinski, auch Edvard Radzinsky bzw. Radzinskij (russisch Эдвард Станиславович Радзинский; * 23. September 1936 in Moskau) ist ein russischer Historiker, Schriftsteller, Autor von Fernsehspielen und Filmen sowie Schauspieler. Er war der 3. Mann der Schauspielerin Tatjana Doronina. Er schrieb unter anderem das Drehbuch zum Liebesfilm Moskau, meine Liebe.

## Publikationen
In deutscher Sprache erschienen bisher:
- Die Geheimakte Rasputin. Neue Erkenntnisse über den Dämon am Zarenhof. Aus dem Russischen von Annelore Nitschke. Knaus, München 2000, ISBN 3-8135-0173-6.
- Nikolaus II. Der letzte Zar und seine Zeit. Aus dem Russischen von Renate Landa. Bertelsmann, München 1992, ISBN 3-570-01450-9.

außerdem sind erschienen:
- Alexander II. The Last Great Tsar. Translated by Antonina W. Boius. Free Press, New York NY u. a. 2005, ISBN 0-7432-7332-X.
- Stalin. The First In-depth Biography Based on Explosive New Documents from Russia's Secret Archives. Doubleday, New York NY u. a. 1996, ISBN 0-385-47397-4.